# Jarne Teulings
Jarne Teulings (11 januari 2002) is een Belgische voetbalster die als middenvelder uitkomt voor Eintracht Frankfurt in de Duitse Bundesliga.

## Clubcarrière
Tot haar vijftiende speelde Teulings bij jongensploegen van Rapide Wezemaal en Oud-Heverlee Leuven. Haar debuut in de Belgische Super League maakte ze voor Oud-Heverlee Leuven op 30 januari 2018, kort na haar zestiende verjaardag, in de met 2-0 gewonnen wedstrijd tegen Standard Luik. Na een seizoen bij KRC Genk en een seizoen bij Anderlecht tekende ze in april 2021 een tweejarig contract bij FC Twente. Na een half jaar keerde ze echter weer terug naar Anderlecht. In het vooruitzicht van het EK in de zomer van 2022 vond ze dat ze bij FC Twente te weinig aan spelen toekwam. Ze bleef slechts een half seizoen bij Anderlecht. Vanaf de zomer van 2022 komt Jarne Teulings uit voor Fortuna Sittard. Na twee jaar bij Fortuna Sittard te hebben gespeeld, maakte Teulings in 2024 de overstap naar competitiegenoot Feyenoord. Teulings wist in de Rotterdamse derby een hattrick te maken, waarmee ze haar seizoenstotaal op zes doelpunten voor Feyenoord bracht.
Na een seizoen bij Feyenoord maakte ze, ondanks een tot medio 2026 doorlopend contract, de overstap naar het Duitse Bundesliga.

## Statistieken

### Club
| Seizoen | Club                | Competitie         | Wedstrijden | Doelpunten |
| ------- | ------------------- | ------------------ | ----------- | ---------- |
| 2019/20 | KRC Genk            | Super League       | 16          | 7          |
| 2020/21 | RSC Anderlecht      | Super League       | 18          | 3          |
| 2021/22 | FC Twente           | Vrouwen Eredivisie | 10          | 1          |
| 2022    | Anderlecht          | Super League       | 10          | 2          |
| 2022/23 | Fortuna Sittard     | Vrouwen Eredivisie | 20          | 4          |
| 2023/24 | Fortuna Sittard     | Vrouwen Eredivisie | 22          | 3          |
| 2024/25 | Feyenoord           | Vrouwen Eredivisie | 22          | 5          |
| 2025/26 | Eintracht Frankfurt | Bundesliga         | 0           | 0          |
| Totaal  | Totaal              | Totaal             | 118         | 21         |

Laatste update: 21 juli 2025

## Interlandcarrière
De eerste interland waarin Jarne Teulings België vertegenwoordigde was de wedstrijd van België O16 tegen Duitsland O16 op 28 november 2015. Teulings was toen 13 jaar. Op 27 oktober 2020 maakte ze haar debuut voor de Red Flames, toen ze in het EK-kwalificatieduel tegen Litouwen inviel voor Janice Cayman. Teulings maakte deel uit van de voorlopige selectie van het Belgische nationale elftal voor het EK van 2022, maar werd door bondscoach Ives Serneels niet gekozen in de definitieve selectie.

## Erelijst
Club
- Landskampioen België: 2020-21, 2021-22 (met Anderlecht)

Als international
- Pinatar Cup: 2022

## Privé
Teulings studeert aan de KU Leuven voor Handelsingenieur.